# Giuliano di Roma
Giuliano di Roma é uma comuna italiana da região do Lácio, província de Frosinone, com cerca de 2.216 habitantes. Estende-se por uma área de 33 km², tendo uma densidade populacional de 67 hab/km². Faz fronteira com Ceccano, Maenza (LT), Patrica, Prossedi (LT), Supino, Villa Santo Stefano.

## Demografia
| Variação demográfica do município entre 1861 e 2011                               |
|                                                                                   |
| Fonte: Istituto Nazionale di Statistica (ISTAT) - Elaboração gráfica da Wikipedia |